# Gottfried Reinhold Treviranus

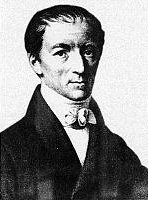
Gottfried Reinhold Treviranus

Gottfried Reinhold Treviranus (* 4. Februar 1776 in Bremen; † 16. Februar 1837 in Bremen) war ein deutscher Arzt und Naturforscher. Er führte den Begriff Biologie als Bezeichnung für die „Lebenswissenschaften“ ein.

## Biografie

### Jugend
Treviranus war der Sohn des Kaufmanns Joachim Johann Jacob Treviranus und der Catharina Margarethe Talla. Sein Vater verlor sein Vermögen und wurde 1795 Notar und 1803 Dispacheur (Havariekommissar). Treviranus war der Älteste von sieben Geschwistern. Drei seiner Geschwister starben bereits kurz nach ihrer Geburt. Er brach mit der seit sieben Generationen bestehenden Pfarrerstradition und wandte sich der Naturwissenschaft zu, ebenso taten dies seine jüngeren Brüder Ludolph Christian, der als Botaniker bekannt wurde und Ludwig Georg, der als Ingenieur an einem der ersten deutschen Dampfschiffe mitarbeitete.
Von seinen Eltern aufgrund finanziellen Überlegungen zum Medizinstudium gezwungen, begann er dieses 1793 an der Universität Göttingen. Dort finanzierte er sich sein Studium selbst und erkrankte 1794 an Tuberkulose. Treviranus besuchte jedoch auch mathematische Vorlesungen, wobei es sein ursprünglicher Wunsch war, Mathematik zu studieren. Darüber hinaus zeigte er Interesse für Naturlehre und Philosophie, er besuchte Vorlesungen bei Johann Friedrich Blumenbach und Friedrich Bouterwek. Er promovierte 1796 bei Blumenbach. Der Titel seiner Dissertation lautete De emendanda physiologia („Über die Verbesserung der Physiologie“).

### Mediziner in Bremen
Da es seiner Familie finanziell schlecht ging, schlug er einen Ruf an den Lehrstuhl für Mathematik aus und kehrte 1796 nach Bremen als Professor der Mathematik und Medizin an das Gymnasium illustre in Bremen zurück. Diese Stelle verpflichtete ihn, Vorträge abzuhalten und Behandlungen an Patienten im Städtischen Krankenhaus durchzuführen. Bremen selbst stand unter dem Einfluss des „tierischen Magnetismus“ als vorherrschende Behandlungsform. Treviranus verliebte sich beim Magnetisieren in Elisabeth Focke. Focke war die Tochter eines Reichen Schottherrn. Sie heirateten am 20. Dezember 1797 und Elisabeth gebar drei Kinder.

### Grundlagenforschung
Treviranus empfand jedoch trotz seiner Heirat den ärztlichen Beruf als einen „sehr unglücklichen“, zum Teil auch wegen seiner eigenen Krankheit. Seine Patienten erschwerten ihm zusätzlich seinen Beruf: „Es ekelte mich das geistlose Herumtreiben unter so manchen Menschen, denen ich lieber Beten und Arbeiten als Arzneien verordnet hätte, unbeschreiblich an.“ Außerdem war er mit den medizinischen Grundlagen seiner Zeit unzufrieden:

„Der Zweck der Medizin ist Erhaltung der Gesundheit und Heilung der Krankheiten. Ihre Theorie beruhet also auf der Kenntniss des gesunden und kranken Körpers. Beyde Zustände nun sind verschiedene Modifikationen des Lebens. Um jene Frage zu beantworten, müssen wir also erst ausmachen, was Leben ist, und also die Biologie um Rath fragen. (Treviranus 1802, S. 9)“

Schließlich wandte er sich von der Medizin ab und begann mit theoretischer Grundlagenforschung. Sein Hauptwerk Biologie, oder Philosophie der lebenden Natur entstand 1802 bis 1822. Seine Lebensumstände verschlechterten sich jedoch in diesen Jahren zunehmend, er wurde mehr und mehr depressiv und vereinsamte. Zusätzlich erkrankte seine Familie auch an Tuberkulose und sein Bruder, der ihn immer tatkräftig unterstützte, erkrankte 1809 an Typhus. Als dieser drei Jahre später eine Professur in Rostock übernahm, brach der persönliche Kontakt ab.
Im Jahre 1810 besuchte er Frankreich und schrieb aufgrund einer verbreiteten antifranzösischen Stimmung nur mit Spott und Ironie hierüber. Er traf auch Georges Cuvier, dessen Leistungen er anerkannte und dessen persönlichen Kontakt er genoss.  Andere Wissenschaftler seiner Zeit, die er persönlich kannte, waren Alexander von Humboldt (1769–1859), Alexandre Brongniart (1770–1847),
Louiche Desfontaines (1750–1833) sowie Antoine Laurent de Jussieu (1748–1836).

### Rückzug ins Privatleben

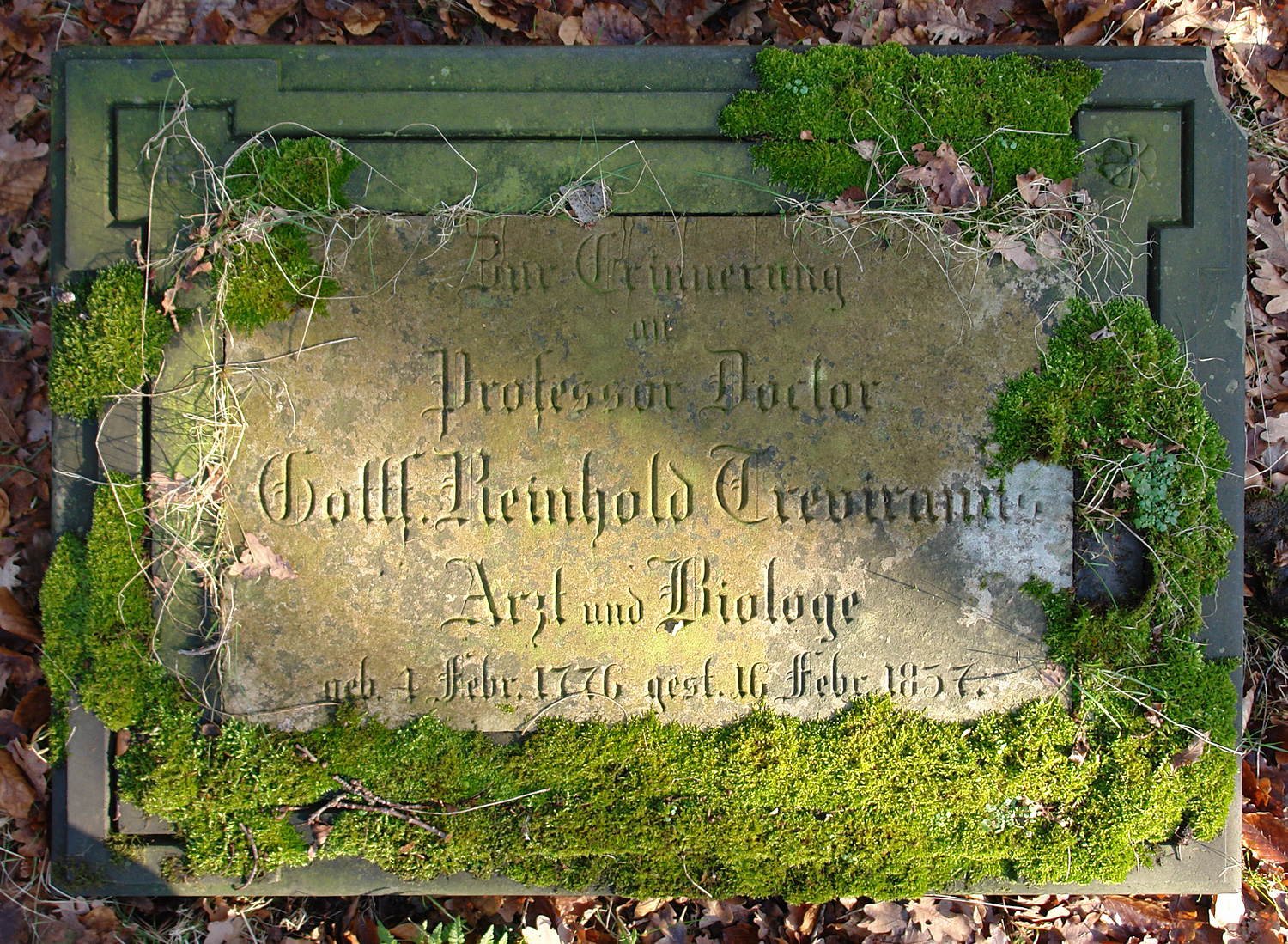
Grabstein auf dem Osterholzer Friedhof

Nach dem Abzug der französischen Truppen aus Bremen im Jahre 1815 scheiterte Treviranus mit seinen politischen Ambitionen und zog sich aus dem politisch-gesellschaftlichen Leben zurück. Anstatt eine Neuauflage seiner „Biologie“ vorzubereiten, verfasste er von 1831 bis 1833 noch eine Zusammenfassung seiner seit dem Erscheinen seines Hauptwerks erarbeiteten Forschungsergebnisse unter dem Titel: Die Erscheinungen und Gesetze des organischen Lebens.
Treviranus starb 1837 an einer Grippe während einer Epidemie in Bremen. Er wurde auf einem heute nicht mehr existierenden Friedhof in Bremen bestattet. Sein Grabstein wurde später auf dem Osterholzer Friedhof wieder aufgestellt.

### Ehrungen
- 1818 wurde er zum Mitglied der Deutschen Akademie der Naturforscher Leopoldina gewählt.[1]
- Der Verband deutscher Biologen verleiht zu Ehren des Wissenschaftlers seit 1992 die Treviranus-Medaille.
- Die Treviranusstraße in Bremen-Peterswerder wurde nach ihm benannt.

## Werk und Schriften
Treviranus hat in seinem 1802 erschienenen Hauptwerk Biologie oder Philosophie der lebenden Natur für Naturforscher und Ärzte den von Michael Christoph Hanow 1766 geprägten Begriff Biologie als Klammer des damals schon existierenden Spektrums an Lebenswissenschaften eingeführt. In der Einleitung schrieb er: „Die Gegenstände unserer Nachforschungen werden die verschiedenen Formen und Erscheinungen des Lebens sein, die Bedingungen und Gesetze unter welchen der Lebenszustand stattfindet und die Ursachen, wodurch derselbe bewirkt wird. Die Wissenschaft, die sich mit diesen Gegenständen beschäftigt, werden wir mit dem Namen Biologie oder Lebenslehre bezeichnen“. Biologie umfasste für Treviranus Vermehrung, Ernährung, geografische Verbreitung, Umwelt und Wechselwirkungen zwischen Körper und Geist. Zeitgleich und unabhängig von Treviranus verwendete und definierte Jean-Baptiste de Lamarck in seiner 1802 erschienenen Schrift Hydrogéologie den Terminus Biologie ebenfalls.
Treviranus, der die Fähigkeit der Organismen zur Anpassung an die Umgebung erkannte, lieferte mit seinen Arbeiten eine Grundlage, auf der sich auch die Überlegungen zur Evolution der Arten und des Menschen seit der Jahrhundertwende 1800 gründeten, die schließlich zu Darwins epochalem Werk über die Entstehung der Arten führten.
Andererseits war er ein überaus praktischer Arzt, der 1800 zu den ersten gehörte, die – nur wenige Jahre nach den Versuchen von Edward Jenner – in Deutschland Pockenimpfungen vornahmen.
Schriften (Auswahl)
- Physiologische Fragmente. Hannover,
  - Erster Theil, 1797, Digitalisat
  - Zweyter Theil, 1799, Digitalisat
- Biologie, oder Philosophie der lebenden Natur für Naturforscher und Aerzte. 6 Bde. Röwer, Göttingen 1802–1822.
  - 1. Bd. 1802. (Digitalisat und Volltext im Deutschen Textarchiv),
  - 2. Bd. 1803. (Digitalisat und Volltext im Deutschen Textarchiv),
  - 3. Bd. 1805. (Digitalisat und Volltext im Deutschen Textarchiv),
  - 4. Bd. 1814. (Digitalisat und Volltext im Deutschen Textarchiv),
  - 5. Bd. 1818. (Digitalisat und Volltext im Deutschen Textarchiv),
  - 6. Bd. 1822. (Digitalisat und Volltext im Deutschen Textarchiv)
- Vermischte Schriften anatomischen und physiologischen Inhalts 188 S, Röwer, Göttingen, 1816; gemeinsam mit Bruder Ludolf Christian T. (Prof med, Rostock) verfasst.
- Die Erscheinungen und Gesetze des organischen Lebens. Johann Georg Heyse, Bremen
  - 1. Bd. 1831 Digitalisat
  - 2. Bd. 1832 Digitalisat
- Beiträge zur Anatomie und Physiologie der Sinneswerkzeuge des Menschen und der Thiere. Bremen, 1828
- Beiträge zur Aufklärung der Erscheinungen und Gesetze des organischen Lebens. Bremen, 1835–1837